# Episodi di Have Gun - Will Travel (prima stagione)
La prima stagione della serie televisiva Have Gun - Will Travel è andata in onda negli Stati Uniti dal 14 settembre 1957 al 14 giugno 1958 sulla CBS.
| nº | Titolo originale              | Prima TV USA      |
| -- | ----------------------------- | ----------------- |
| 1  | Three Bells to Perdido        | 14 settembre 1957 |
| 2  | The Outlaw                    | 21 settembre 1957 |
| 3  | The Great Mojave Chase        | 28 settembre 1957 |
| 4  | Winchester Quarantine         | 5 ottobre 1957    |
| 5  | A Matter of Ethics            | 12 ottobre 1957   |
| 6  | The Bride                     | 19 ottobre 1957   |
| 7  | Strange Vendetta              | 26 ottobre 1957   |
| 8  | High Wire                     | 2 novembre 1957   |
| 9  | Show of Force                 | 9 novembre 1957   |
| 10 | The Long Night                | 16 novembre 1957  |
| 11 | The Colonel and the Lady      | 23 novembre 1957  |
| 12 | No Visitors                   | 30 novembre 1957  |
| 13 | The Englishman                | 7 dicembre 1957   |
| 14 | The Yuma Treasure             | 14 dicembre 1957  |
| 15 | The Hanging Cross             | 21 dicembre 1957  |
| 16 | Helen of Abajinian            | 28 dicembre 1957  |
| 17 | Ella West                     | 4 gennaio 1958    |
| 18 | The Reasonable Man            | 11 gennaio 1958   |
| 19 | The High Graders              | 18 gennaio 1958   |
| 20 | The Last Laugh                | 25 gennaio 1958   |
| 21 | The Bostonian                 | 2 febbraio 1958   |
| 22 | The Singer                    | 8 febbraio 1958   |
| 23 | Bitter Wine                   | 15 febbraio 1958  |
| 24 | Girl from Piccadilly          | 22 febbraio 1958  |
| 25 | The O'Hare Story              | 1º marzo 1958     |
| 26 | Birds of a Feather            | 8 marzo 1958      |
| 27 | The Teacher                   | 15 marzo 1958     |
| 28 | Killer's Widow                | 22 marzo 1958     |
| 29 | Gun Shy                       | 29 marzo 1958     |
| 30 | The Prize Fight Story         | 5 aprile 1958     |
| 31 | Hey Boy's Revenge             | 12 aprile 1958    |
| 32 | The Five Books of Owen Deaver | 26 aprile 1958    |
| 33 | The Silver Queen              | 3 maggio 1958     |
| 34 | Three Sons                    | 10 maggio 1958    |
| 35 | The Return of Dr. Thackeray   | 17 maggio 1958    |
| 36 | 24 Hours at North Fork        | 24 maggio 1958    |
| 37 | Silver Convoy                 | 31 maggio 1958    |
| 38 | Deliver the Body              | 7 giugno 1958     |
| 39 | The Statue of San Sebastian   | 14 giugno 1958    |

## Three Bells to Perdido
- Prima televisiva: 14 settembre 1957
- Diretto da: Andrew V. McLaglen
- Scritto da: Herb Meadow, Sam Rolfe

### Trama
- Guest star: Janice Rule (Nancy Reade), Jack Lord (Dave Enderby), Judson Pratt (O'Brien), Harry Shannon (Jesse Reade), Francis McDonald (Gotch), Kam Tong (Hey Boy), Christian Drake (Dark Youth), Theodore Marcuse (barista), Martin Garralaga (Peon), Gene Roth (uomo)

## The Outlaw
- Prima televisiva: 21 settembre 1957
- Diretto da: Andrew V. McLaglen
- Scritto da: Sam Rolfe

### Trama
- Guest star: Kam Tong (Hey Boy), Peggy Stewart (Sarah Holt), Barry Cahill (Abe Talltree), Charles Bronson (Manfred Holt), Steve Mitchell (Gage), Grant Withers (sceriffo Jake Ludlow), Warren Parker (Ned Alcorn)

## The Great Mojave Chase
- Prima televisiva: 28 settembre 1957
- Diretto da: Andrew V. McLaglen
- Scritto da: Gene Roddenberry

### Trama
- Guest star: Lawrence Dobkin (Billy Jo Kane), Claude Akins (Dever), Earle Hodgins (Old Timer), Jonathan Hole (Elkins), William Fawcett (Jake (Jake Riley), Hal Smith (barista), Walter Reed (capitano (John), Clem Bevans (cercatore)

## Winchester Quarantine
- Prima televisiva: 5 ottobre 1957
- Diretto da: Andrew V. McLaglen
- Scritto da: Herb Meadow

### Trama
- Guest star: Anthony Caruso (Joseph Whitehorse), Leo Gordon (Clyde McNally), Robert Karnes (Joe Peavey), Don Keefer (Kelso), James Parnell (sceriffo), Vic Perrin (Rheinhart), Rocky Shahan (conducente della diligenza), Carol Thurston (Martha Whitehorse)

## A Matter of Ethics
- Prima televisiva: 12 ottobre 1957
- Diretto da: Andrew V. McLaglen
- Scritto da: Sam Rolfe

### Trama
- Guest star: Angie Dickinson (Amy Bender), Kam Tong (Hey Boy), Harold Stone (Bart Holgate), Roy Barcroft (sceriffo Swink), Willis Bouchey (Max Bender), Theodore Marcuse (Folger), Strother Martin (Fred Coombs), Ken Mayer (Willy), Steve Terrell (Deputy Harry Dill), Burt Nelson (coltivatore), Peter Brocco (impiegato), John Mitchum (McHeath)

## The Bride
- Prima televisiva: 19 ottobre 1957
- Diretto da: Andrew V. McLaglen
- Scritto da: Steve Fisher

### Trama
- Guest star: Marian Seldes (Christie Smith), Mike Connors (Johnny Dart), Bruce Gordon (Louis Drydan), Barry Cahill (guardia)

## Strange Vendetta
- Prima televisiva: 26 ottobre 1957
- Diretto da: Andrew V. McLaglen
- Scritto da: Ken Kolb

### Trama
- Guest star: Kam Tong (Hey Boy), June Vincent (Maria Rojas), Michael Pate (Miguel Rojas), Onslow Stevens (dottor Mayhew), Ned Glass (Wilkins), Gerald Milton (Farley), Rodolfo Acosta, Abel Fernández (Bandit), Roberto Contreras (Hernandez), Rocky Shahan (conducente della diligenza)

## High Wire
- Prima televisiva: 2 novembre 1957
- Diretto da: Andrew V. McLaglen
- Scritto da: Don Brinkley

### Trama
- Guest star: Strother Martin (Dooley Delaware), John Dehner (Ben Marquette), Fay Spain (Rena), Buddy Baer (Bolo), Jack Albertson (Bookie), Theodore Marcuse (Wally), Duane Grey (conducente)

## Show of Force
- Prima televisiva: 9 novembre 1957
- Diretto da: Andrew V. McLaglen
- Scritto da: Lee Erwin, Ken Kolb

### Trama
- Guest star: Rodolfo Acosta (Pedro Valdez), Russ Conway (Jared Martin), Peter Coe (Carlos Valdez), Joe Bassett (Matt Garson), Vic Perrin (Haskins), Ned Glass (Bernard), Kam Tong (Hey Boy), Walter Brennan Jr. (cowboy)

## The Long Night
- Prima televisiva: 16 novembre 1957
- Diretto da: Andrew V. McLaglen
- Scritto da: Sam Rolfe

### Trama
- Guest star: Kent Smith (Louis Strome), James Best (Andy Fisher), William Schallert (Clyde Broderick), Michael Granger (Emanual), Kenneth Alton (Jackson)

## The Colonel and the Lady
- Prima televisiva: 23 novembre 1957
- Diretto da: Andrew V. McLaglen
- Scritto da: Michael Fessier

### Trama
- Guest star: Robert F. Simon (colonnello Lathrop), June Vincent (Martha Lathrop), Denver Pyle (Clay Sommers), Faye Michael Nuell (Tuolumne O'Toole), Robert J. Stevenson (Steve), Jess Kirkpatrick (barista), Mercedes Shirley (Mazie), Peggy Rea (Lulu), Woody Chambliss (impiegato dell'hotel), Kam Tong (Hey Boy)

## No Visitors
- Prima televisiva: 30 novembre 1957
- Diretto da: Andrew V. McLaglen
- Scritto da: Don Brinkley

### Trama
- Guest star: June Lockhart (dottor Phyllis Thackeray), Grant Withers (Mulrooney (Jeremiah Mulrooney), Ruth Storey (Clara Benson), Whit Bissell (Mr. Jonas (Bill Jonas), Peg Hillias (Mrs. Jonas)

## The Englishman
- Prima televisiva: 7 dicembre 1957
- Diretto da: Andrew V. McLaglen
- Scritto da: Sam Rolfe

### Trama
- Guest star: Tom Helmore (James Brunswick), Alix Talton (Felicia Carson), Murvyn Vye (N.G. Smith), Ted de Corsia (Chief Harry Blackfoot), Clinton Sundberg (Waddy), Abel Fernández (Little Horse), Kam Tong (Hey Boy), Robert Bice (Husband)

## The Yuma Treasure
- Prima televisiva: 14 dicembre 1957
- Diretto da: Andrew V. McLaglen
- Scritto da: Gene Roddenberry

### Trama
- Guest star: Harry Landers (tenente Harvey), Russell Thorson (colonnello Harrison), Barry Cahill (sergente Combs), Henry Brandon (Gerada), Warren Stevens (maggiore Wilson)

## The Hanging Cross
- Prima televisiva: 21 dicembre 1957
- Diretto da: Andrew V. McLaglen
- Scritto da: Gene Roddenberry

### Trama
- Guest star: Edward Binns (Nathaniel Beecher), Abraham Sofaer (Cah-la-te), Don Beddoe (Tater), Johnny Crawford (Robbie), Mary Adams (Maggie), Frances Osborne (Maudie), Nira Monsour (Tia), Buck Young (Pete), Mitchell Kowall (Jesse), James Gavin (cowboy)

## Helen of Abajinian
- Prima televisiva: 28 dicembre 1957
- Diretto da: Andrew V. McLaglen
- Scritto da: Gene Roddenberry

### Trama
- Guest star: Harold Stone (Samuel Abajinian), Wright King (O'Riley (Jimmy O'Riley), Lisa Gaye (Helen Abajinian), Vladimir Sokoloff (Gourken), Nick Dennis (Jorgi), Naomi Stevens (Marg Abajinian), Kam Tong (Hey Boy)

## Ella West
- Prima televisiva: 4 gennaio 1958
- Diretto da: Andrew V. McLaglen
- Scritto da: Gene Roddenberry

### Trama
- Guest star: Norma Crane (Ella West), William Swan (Tracey Calvert), Earle Hodgins (Tomahawk Carter), Mike Mazurki (Breed), Mason Curry (Manager)

## The Reasonable Man
- Prima televisiva: 11 gennaio 1958
- Diretto da: Andrew V. McLaglen
- Scritto da: Ken Kolb, Joel Kane

### Trama
- Guest star: Tom Pittman (Grady Stewart), Adam Williams (Frank Gault), Norma Moore (Sheila Stewart), Barry Atwater (Gene Morgan), Leonard P. Geer (Ben), Heinie Conklin (Barber), Franklyn Farnum (spettatore dello scontro), Matthew McCue (spettatore dello scontro), Fred McDougall (spettatore dello scontro)

## The High Graders
- Prima televisiva: 18 gennaio 1958
- Diretto da: Andrew V. McLaglen
- Soggetto di: Jack Laird, Wilton Schiller

### Trama
- Guest star: Susan Cabot (Angela (Angela DeMarzo), Robert J. Wilke (Casey Bryan), Bob Steele (Jockey), Nico Minardos (Gino), Carlyle Mitchell (governatore), Chris Alcaide (Morgan)

## The Last Laugh
- Prima televisiva: 25 gennaio 1958
- Diretto da: Andrew V. McLaglen
- Scritto da: Don Brinkley

### Trama
- Guest star: Peter Whitney (Judd Calhoun), Murray Hamilton (Ed McKay), Stuart Whitman (Gil Borden), Jean Allison (Nora Borden), Frankie Darro (Mickey), John Holland (Hank)

## The Bostonian
- Prima televisiva: 2 febbraio 1958
- Diretto da: Andrew V. McLaglen
- Scritto da: Ken Kolb, Milton Pascal, Berni Gould

### Trama
- Guest star: Constance Ford (Gloria Prince), Harry Townes (Henry Prince), Joe De Santis (Clint Bryant), Chris Alcaide (Bill Whitney), Luis Gómez (Jose (referred to) (Guillermo), Frederick Ford (cowboy)

## The Singer
- Prima televisiva: 8 febbraio 1958
- Diretto da: Andrew V. McLaglen
- Scritto da: Ken Kolb, Sam Peckinpah

### Trama
- Guest star: Joan Weldon (Faye Hollister), Richard Long (Rod Blakely), Denver Pyle (Pete Hollister), Richard Hartunian (Curley), Kam Tong (Hey Boy), Jay Adler (Bottellini), Gloria Pall (Delia)

## Bitter Wine
- Prima televisiva: 15 febbraio 1958
- Diretto da: Andrew V. McLaglen
- Scritto da: Ken Kolb

### Trama
- Guest star: Eduardo Ciannelli (Renato Donatello), Rita Lynn (Teresa Donatello), Richard Shannon (Tim Gorman), Donald Foster (Fair Chairman), James Waters (guardia), Val Benedict (guardia)

## Girl from Piccadilly
- Prima televisiva: 22 febbraio 1958
- Diretto da: Lewis Milestone
- Scritto da: Ken Kolb

### Trama
- Guest star: Betsy von Furstenberg (Isobel Westrope), Carl Benton Reid (Martin Westrope), Charles Aidman (Gordon Dawes), Fintan Meyler (Catherine), Charles Fredericks (maggiore Blaisdell), Kam Tong (Hey Boy), William Schallert (soldato), Russ Bender (Wilbur Macon)

## The O'Hare Story
- Prima televisiva: 1º marzo 1958

Starring Roles: Victor McLaglen as Mike O'Hare
- Diretto da: Andrew V. McLaglen
- Scritto da: Malvin Wald, Jack Jacobs

### Trama
- Guest star: Herbert Rudley (Henry Ritchie), Christine White (Myra Ritchie), John Doucette (Joe Marsh), Ken Mayer (Eli Gardner), Rick Vallin (Cal), Alex Sharp (guardia), Paul Hahn (Carson)

## Birds of a Feather
- Prima televisiva: 8 marzo 1958
- Diretto da: Andrew V. McLaglen
- Soggetto di: Terence Maples

### Trama
- Guest star: James Craig (Ralph Coe), Robert H. Harris (John Sukey), Harry Bartell (sceriffo Quinn), Kam Tong (Hey Boy), Joan Marshall (Molly), Bill Erwin (Citizen), Duane Grey (Garner), John Mitchum (Crabbe), Rick Vallin (Clary), Alexander Lockwood (Foster)

## The Teacher
- Prima televisiva: 15 marzo 1958
- Diretto da: Lamont Johnson
- Scritto da: Sam Rolfe

### Trama
- Guest star: Marian Seldes (Mollie Stanton), Andrew Duggan (Daniel Weaver), Jack Albertson (Jason Coldwell), Don Kelly (Coley), Jimmy Baird (Morse Weaver), Lana Wood (Becky Coldwell), Carl Bensen (Jackson Breck), Peter Breck (Frank Weaver), Jack Hogan (Joel Weaver)

## Killer's Widow
- Prima televisiva: 22 marzo 1958
- Diretto da: Andrew V. McLaglen
- Scritto da: Albert Aley

### Trama
- Guest star: Barbara Baxley (Lucy Morrow), Roy Barcroft (John Griffin), R. G. Armstrong (Jaffey), Fay Roope (E.J. Randolph), Kam Tong (Hey Boy), Ben Morris (Clete), Perry Ivins (proprietario)

## Gun Shy
- Prima televisiva: 29 marzo 1958
- Diretto da: Lamont Johnson
- Scritto da: Albert Aley, Doris Hursley, Frank Hursley

### Trama
- Guest star: Jeanette Nolan (Ma Warren), Lisa Gaye (Nancy), Corey Allen (Chuck Anderson), Stephen Wootton (Jed), Kam Tong (Hey Boy), Beal Wong (Sing Wo), Zon Murray (Dayton), Robert Busch (Maddox), Hank Patterson (Gilson), Dan Blocker (Joe), Martin Balk (Rip)

## The Prize Fight Story
- Prima televisiva: 5 aprile 1958
- Diretto da: Andrew V. McLaglen
- Scritto da: Ken Kolb

### Trama
- Guest star: Don Megowan (Oren Gilliam), George E. Stone (Joe Roland), Gage Clarke (Jake Webber), King Calder (Clint Forbes), Hal Baylor (Bryan Sykes), Ben Wright (Will Harvey), Carl Saxe (uomo), Boyd 'Red' Morgan (Tom), Jack Perry (barista)

## Hey Boy's Revenge
- Prima televisiva: 12 aprile 1958
- Diretto da: Lewis Milestone
- Scritto da: Albert Aley

### Trama
- Guest star: Kam Tong (Hey Boy), Pernell Roberts (Maury Travis), David Leland (sceriffo Marlow), Bruce Cowling (Brady), Philip Ahn (Wei Chung), Lisa Lu (Kim Li), Harold Fong (Tseng), Olan Soule (impiegato dell'hotel), Dennis Cross (uomo)

## The Five Books of Owen Deaver
- Prima televisiva: 26 aprile 1958
- Diretto da: Lamont Johnson
- Scritto da: Sam Rolfe

### Trama
- Guest star: James Olson (Owen Deaver), Lurene Tuttle (Ma Deaver), Walter Barnes (Mason Enfield), Alan Carney (Harry Nolan), Kam Tong (Hey Boy), Paul Lukather (French Kid), Ross Evans (Calvin)

## The Silver Queen
- Prima televisiva: 3 maggio 1958
- Diretto da: Lamont Johnson
- Scritto da: Albert Aley

### Trama
- Guest star: Lita Milan (Mlle. Annette), Earle Hodgins (Leadhead Kane), Whit Bissell (Vance Crawford), Martin Balk (Jess Hagen), Ralph Moody (giudice Howell), Kam Tong (Hey Boy), Robert Gibbons (impiegato dell'hotel), Mason Curry (dottore), Tom London (giurato)

## Three Sons
- Prima televisiva: 10 maggio 1958
- Diretto da: Andrew V. McLaglen
- Scritto da: Ken Kolb

### Trama
- Guest star: Parker Fennelly (Rupe Bosworth), Paul Jasmin (Hank Bosworth), Warren Oates (John Bosworth), Kevin Hagen (Ed Bosworth), Jacqueline Mayo (Janie Bosworth), S. John Launer (Roy Daggett), Jon Lormer (giudice Cates), Olan Soule (impiegato dell'hotel), Fred Dale (sceriffo)

## The Return of Dr. Thackeray
- Prima televisiva: 17 maggio 1958
- Diretto da: Andrew V. McLaglen
- Soggetto di: Stanley H. Silverman

### Trama
- Guest star: June Lockhart (dottor Phyllis Thackeray), Grant Withers (Sam Barton), Charles Aidman (Tom Barton), John Anderson (Fred Cooley), Johnny Western (Steve (Steve Pauley), Cy Malis (Nate), Sam Gilman (Mr. Laird), Fred McDougall (mandriano)

## 24 Hours at North Fork
- Prima televisiva: 24 maggio 1958
- Diretto da: Andrew V. McLaglen
- Scritto da: Irving Rubine

### Trama
- Guest star: Morris Ankrum (Maxim Bruckner), Jacqueline Scott (Tildy Buchanan), Harry Shannon (Marty Buchanan), Brad Dexter (Jud Polk), Adeline De Walt Reynolds (Baba), Karl Swenson (Milo Culligan), Michael Hinn (Tom Ferris), Wayne Heffley (Johann Schmidt), Dennis Cross (Bill Hode), Sam Gilman (impiegato), Hank Patterson (conducente della diligenza)

## Silver Convoy
- Prima televisiva: 31 maggio 1958
- Diretto da: Lamont Johnson
- Scritto da: Ken Kolb

### Trama
- Guest star: Nico Minardos (Pablo), Barbara Luna (Lupita), George Keymas (Regaldo), Mario Alcalde (Carlos), Donald Randolph (Don Francisco), Rodolfo Hoyos, Jr. (Don Hernandez), Abel Fernández (guardia)

## Deliver the Body
- Prima televisiva: 7 giugno 1958
- Diretto da: Lamont Johnson
- Scritto da: Buckley Angell

### Trama
- Guest star: R.G. Armstrong (Lovett (S.J. Lovett), James Franciscus (Tom Nelson), Robert Gist (Ben Tyler), Len Lesser (Boldt), Madlyn Rhue (Jean Nelson), Kam Tong (Hey Boy), James Murdock (scagnozzo)

## The Statue of San Sebastian
- Prima televisiva: 14 giugno 1958
- Diretto da: Andrew V. McLaglen
- Scritto da: Albert Aley

### Trama
- Guest star: John Carradine (padre Bartolome), Simon Oakland (Sancho Fernandez), Judson Pratt (Ian Crown), Bart Bradley (Pedro), Fred Graham (Stocker), Than Wyenn (impiegato)